# Église de la Concezione a Materdei
L'église de la Concezione a Materdei est une église du centre historique de Naples dédiée à l'Immaculée Conception de Marie. Elle se trouve rue San Raffaele dans la zone de Materdei (it)

## Histoire et description
L'église est bâtie en 1743 à l'initiative du Père Francesco Pepe qui ouvre en même temps une maison d'éducation pour jeunes filles pauvres. Elle est remaniée en 1789, terminée quelque temps plus tard, et la direction de la maison passe à un magistrat ordinaire royal. La maison devient un des meilleurs établissements d'enseignement pour jeunes filles du royaume. L'évêque de Teano, Domenico Ventapane, qui s'en occupa lorsqu'il était chanoine, est enterré à côté du maître-autel. Celui-ci est remarquable, de l'école de Vaccaro.
L'église est à plan unique avec trois petites chapelles latérales articulées de pilastres. Près de la chapelle de droite se trouve la sépulture des ducs de Cassano.
La jolie statue de l'Immaculée Conception (attribuée à Giuseppe Astarita), qui se trouvait à l'origine dans le cloître, se dresse aujourd'hui à proximité dans un lieu espacé de la via Ugo Falcone.
L'église est malheureusement dans un état dégradé et fermée actuellement au public.

## Illustrations

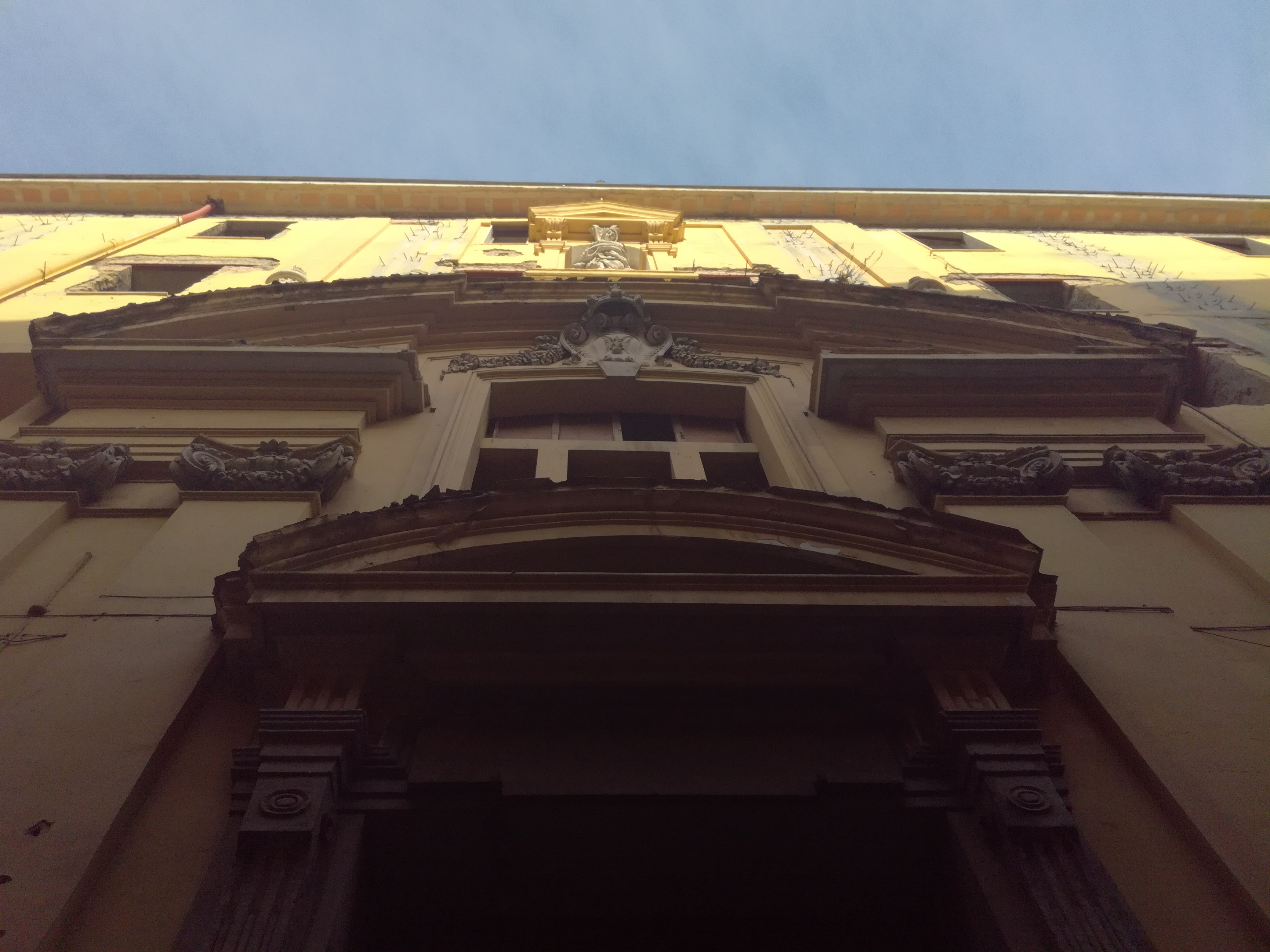
Détail de la façade
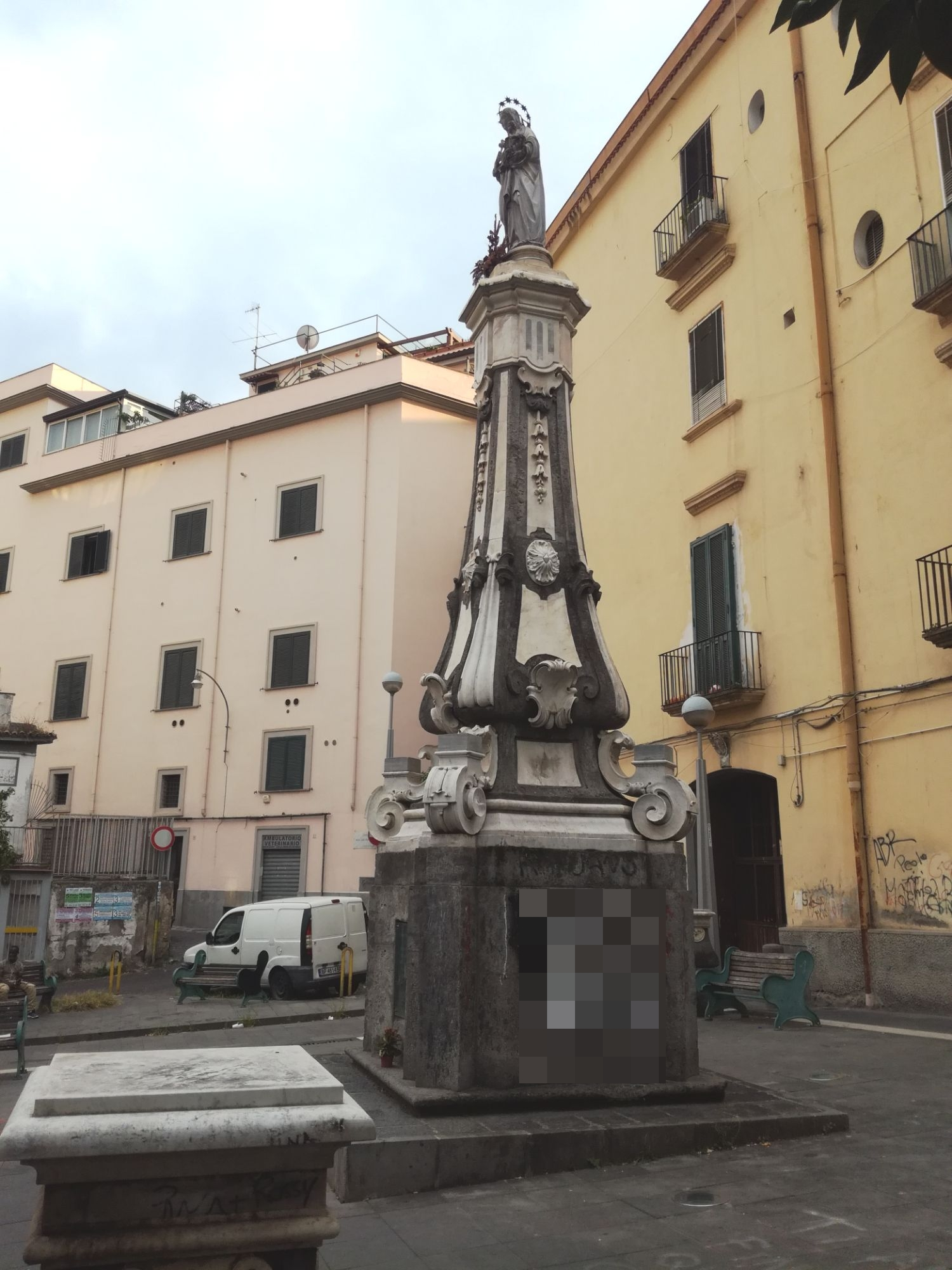
La colonne de l'Immaculée

## Source de la traduction
- (it) Cet article est partiellement ou en totalité issu de l’article de Wikipédia en italien intitulé « Chiesa della Concezione a Materdei » (voir la liste des auteurs).